# Hyperviskositätssyndrom
Das Hyperviskositätssyndrom (Abkürzung HVS; englisch hyperviscosity syndrome) ist ein klinischer Symptomenkomplex hervorgerufen durch eine erhöhte Blutviskosität, was einer Herabsetzung des Fließvermögens des Blutes entspricht.

## Pathologie
Die Viskosität des Blutes hängt unter anderem von der Konzentration der in seiner flüssigen Phase (Plasma) gelösten Paraproteine und deren physikalischen und chemischen Eigenschaften ab.
Bei den IgG ist ein linearer Anstieg der Viskosität des Blutes zu beobachten, wenn die Konzentration der Paraproteine der Klasse IgG 120 g/l übersteigt.
Bei den IgA und bei bestimmten Untergruppen der IgG entstehen im Plasma unlösliche Präzipitate durch die Bildung von Disulfidbrücken.
Bei dem IgM des Morbus Waldenström handelt es sich um ein großes Molekül, das aus fünf Y-förmigen Untereinheiten besteht. So reicht bei dieser Erkrankung zur Ausbildung eines HVS eine IgM-Konzentration von 40 g/l aus.
Insbesondere bei dem IgG3 können sich bei niedrigen Temperaturen und hohen Konzentrationen reversible Komplexe bilden, die die Viskosität des Blutes ebenfalls erhöhen können. Man spricht von Kryoglobulinen, die an den Extremitäten zu einer Morbus Raynaud ähnlichen Symptomatik führen können.

## Epidemiologie
Das Hyperviskositätssyndrom durch Paraproteine findet sich bei malignen Erkrankungen wie dem Multiplen Myelom und Morbus Waldenström. Bei einer Reihe von gutartigen Erkrankungen kann das HVS ebenfalls auftreten, hierzu zählen unter anderem das Felty-Syndrom, Lupus erythematodes und die rheumatoide Arthritis.
Das HVS tritt in bis zu 10 % d.F. beim Multiplen Myelom und in bis zu 30 % d.F. bei M. Waldenström auf.

## Klinik
Allgemein klagen die Patienten über Müdigkeit, Schwäche und Atemnot. Eine Anämie entsteht durch Schleimhaut- und Nasenbluten, da es zu einer Störung der Thrombozytenfunktion kommt. Dieser Thrombozytenfunktionsstörung liegt eine Behinderung der zur Gerinnung notwendigen Rezeptoren zugrunde, da die Thrombozytenoberfläche von den Paraproteinen überzogen ist und es zu einer Interaktion mit der Fibrinbildung kommen kann. Die Folge ist somit eine Symptomatik, die mit einer Mikroangiopathie vergleichbar ist. Bei bettlägerigen Patienten kann auch die Thrombose- und Thrombemboliegefahr deutlich erhöht sein.
| Manifestation       | Symptome |
| ------------------- | --- |
| Allgemein           | Schwäche Müdigkeit Appetitverlust |
| Gerinnung           | Nasenbluten Blutungen der Mundschleimhaut Verlängerte Blutungszeit nach Verletzungen Anämie Symptome von Thrombosen und Thrombembolien |
| Zentralnervensystem | Kopfschmerzen Schwindel Somnolenz bis Koma epileptische Anfälle Sensibilitätsstörungen                                                 |
| Auge                | Visusverlust Diplopie Stauung der retinalen Venen                                                                                      |
| Ohr                 | Hörverlust |
| Kardiovaskulär      | Herzinsuffizienz Angina Pectoris |
| Niere               | Verminderung der Nierenfunktion durch glomeruläre Verstopfung                                                                          |

## Labor
Typische Befunde bei dem HVS sind eine sehr stark erhöhte BSG mit mehr als 100 mm/h, bei der Serumelektrophorese zeigen sich Paraproteine. Die Messung der Blutviskosität mit dem Kapillarviskosimeter zeigt eine Erhöhung der Werte an. Selten, für die Differentialdiagnose wichtig, zeigt sich bei den Elektrolyten eine Pseudohyponatriämie, da die Paraproteine das freie Wasser des Plasmas binden.

## Diagnose
Schwierigkeiten bei der Blutabnahme durch verstopfte Kanülen können einen ersten Hinweis auf das HVS geben. Meist tritt das HVS nur bei bestimmten Grunderkrankungen auf. Zur Erhärtung der Verdachtsdiagnose können die Laboruntersuchungen sowie Blutbild und Knochenmarksuntersuchungen dienen.

## Therapie und Prognose
Symptomatische (und übliche) Therapie beim Hyperviskositätssyndrom durch Paraproteine ist der Plasmatausch mittels Plasmapherese. Durch einen Zellseparator werden dabei zelluläre Blutbestandteile vom Blutplasma getrennt und dieses ersetzt (durch gepooltes Fremdspenderplasma oder Humanalbumin). Der Plasmaaustausch ist nur in Notfallsituationen indiziert (Koma, epileptische Anfälle, Herzinsuffizienz), dann können so bis zu 6 Liter Plasma getauscht werden. Sonst reichen eine oder zwei Plasmapheresen pro Woche, um das überschüssige Immunglobulin aus dem Blut zu entfernen.
Die kurative Therapie besteht in der Behandlung der Grunderkrankung, die auch die Prognose bestimmt.